# 1834 na ciência

## Nascimentos
| Data          | Nome             | Profissão                                                                                          | Nacionalidade    | Observações                                  | Ref         |
| ------------- | ---------------- | -------------------------------------------------------------------------------------------------- | ---------------- | -------------------------------------------- | ----------- |
| 17 de março   | Gottlieb Daimler | figura chave no desenvolvimento de motores a gasolina e na invenção e desenvolvimento do automóvel | Reino da Baviera | m. 1900 National Inventors Hall of Fame 2006 | [ 1 ] [ 2 ] |
| 9 de abril    | Edmond Laguerre  | matemático                                                                                         | Reino da França  | m. 1886                                      |             |
| 6 de dezembro | Léon Walras      | economista e matemático                                                                            | Reino da França  | m. 1910                                      |             |

## Mortes
| Data          | Nome            | Profissão | Nacionalidade       | Observações | Ref |
| ------------- | --------------- | --------- | ------------------- | ----------- | --- |
| 17 de janeiro | Giovanni Aldini | físico    | Estados Pontifícios | n. 1762     |     |

## Prémios
Medalha Copley
- Giovanni Plana[3]